# Пам'ятна медаль вступу на престол імператора Сьова

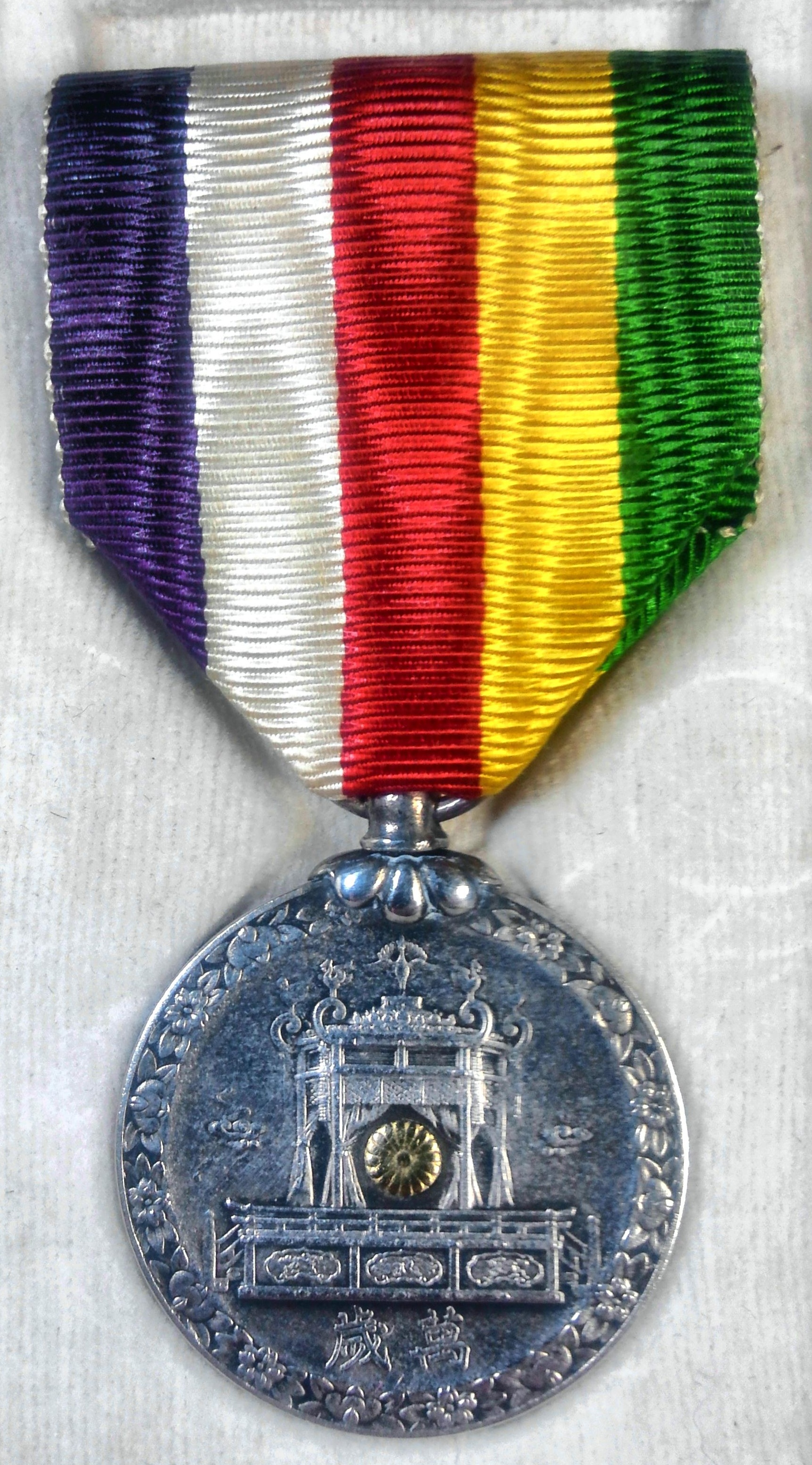
Аверс медалі.

Пам'ятна медаль вступу на престол імператора Сьова — нагорода Японської імперії.

## Історія
Медаль була заснована імператорським указом №188, підписаним 1 серпня 1928 року в ході підготовки до церемоній присвячених сходження на престол імператора Сьова, які були проведені в давній столиці Японії Кіото. Згідно указу, нагородження підлягали «ті, кого викликали в Кіото для участі в цій церемонії та в бенкеті з нагоди цієї події, а також ті, хто був запрошений на бенкети, що проводилися в інших місцях, і ті, хто здійснював офіційні чи службові функції у зв'язку із вступом на престол.»

## Опис

Планка медалі.

Кругла срібна медаль кругла діаметром 30 мм. На аверсі зображений позолочений герб хризантеми, у центрі — імператорський трон. По обидва боки від трону в китайському класичному стилі виконані хмари, що символізують успіх. У нижній частині медалі — ієрогліфи «Банзай», а по краях зображені розпущені квіти сакури і японського мандаринового дерева. На реверсі зображений вертикальний стяг у обрамленні імператорського герба хризантеми, з написом ієрогліфами «Пам'ятна медаль на честь високого сходження на престол». По обидва боки від стягу — зображення хмар, внизу напис «Третій рік Сьова, 11-й місяць» (листопад 1928). Є різновиди медалі з дуже виразним, різким або, навпаки, з більш згладженим рельєфом.
Медаль носили на лівому боці грудей на муаровій стрічці шириною 36 мм, з п'ятьма поздовжніми, приблизно рівними смугами (починаючи з правого краю) фіолетового, білого, червоного, жовтого та зеленого кольорів. Кольорова гама нагадувала забарвлення драпірування спеціальних приміщень, встановлених для проведення церемонії сходження імператора Сьова на престол. Нагороди, призначені для жінок, мали аналогічну стрічку у формі банта (фіолетова смуга в цьому випадку йшла у верхній частині стрічки).
Нагородна коробочка була виготовлена з фіолетового картону із позолоченими написами. Розміри коробки були різними для чоловічих і жіночих медалей.

## Галерея

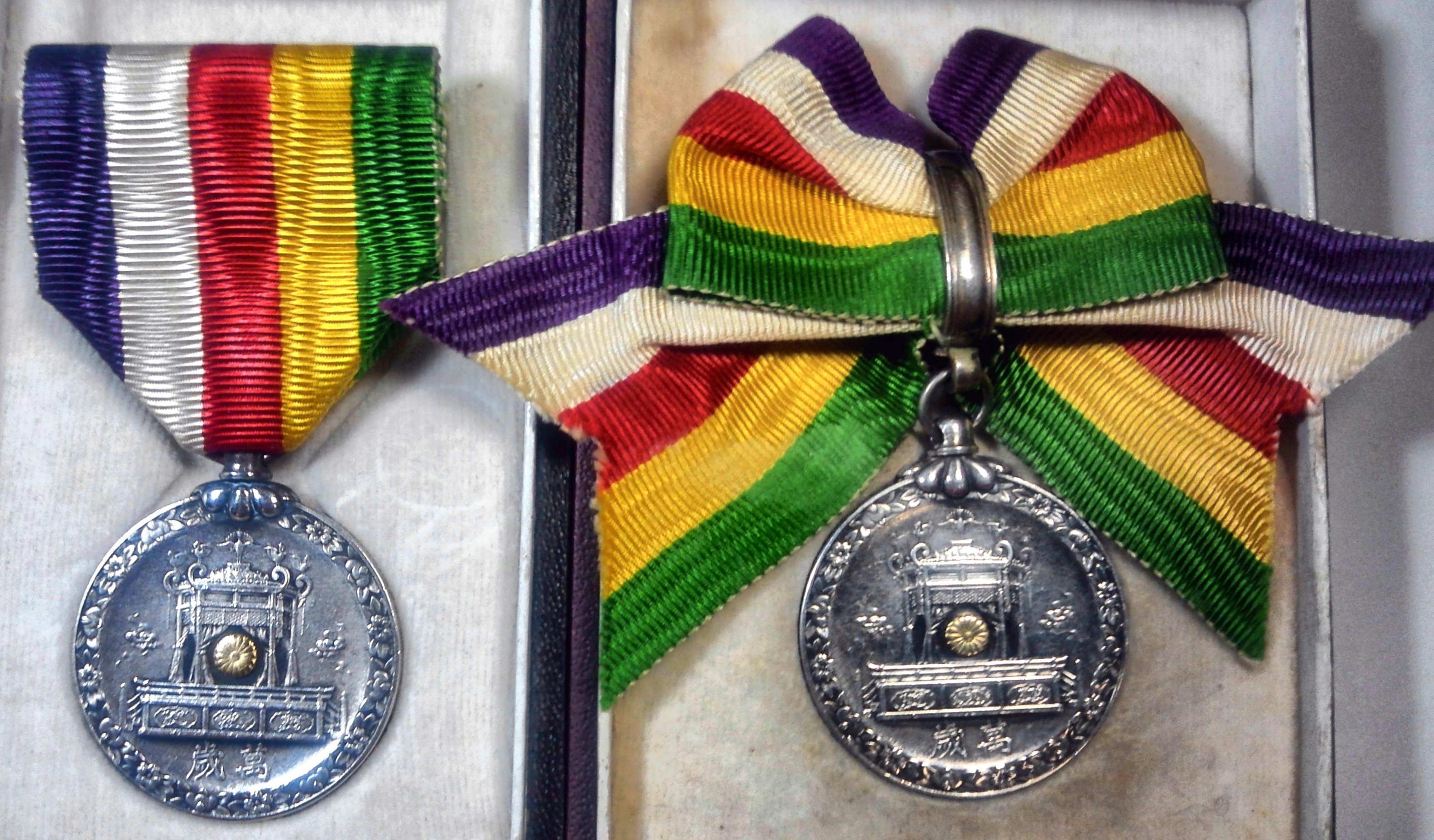
Чоловіча і жіноча медалі (аверс).
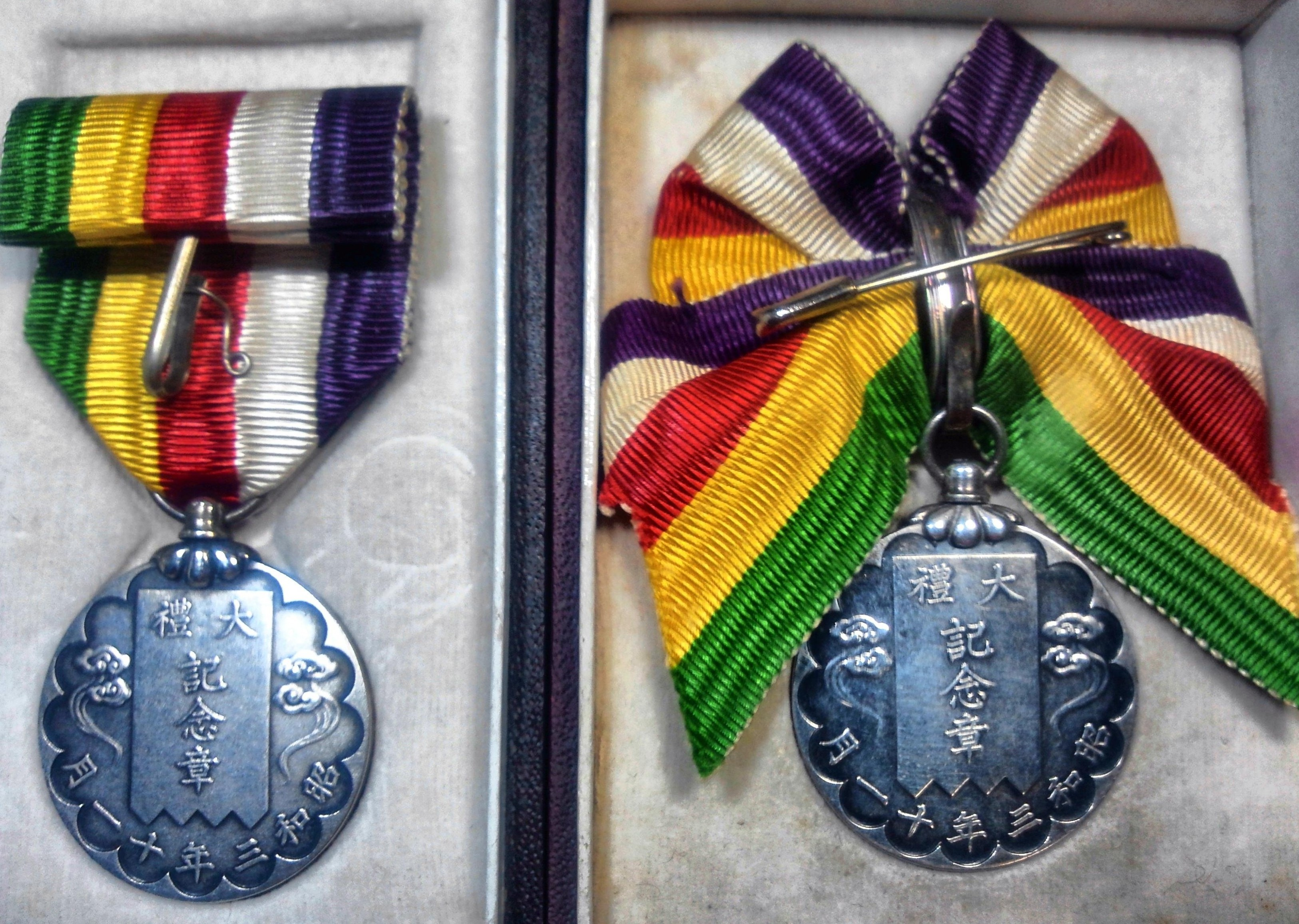
Чоловічі і жіноча медалі (реверс).
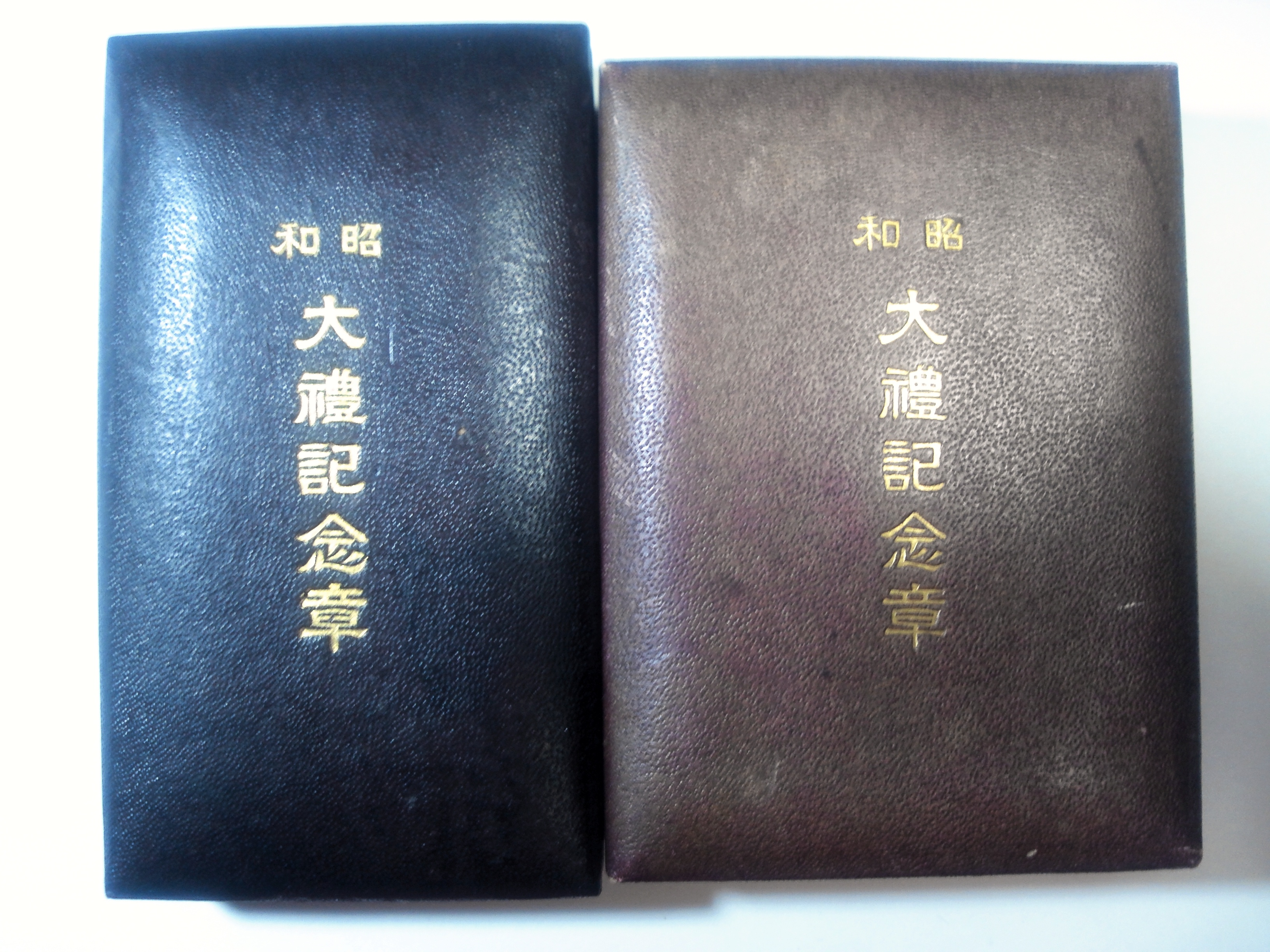
Коробочки для чоловічої (ліворуч) і жіночої медалей.
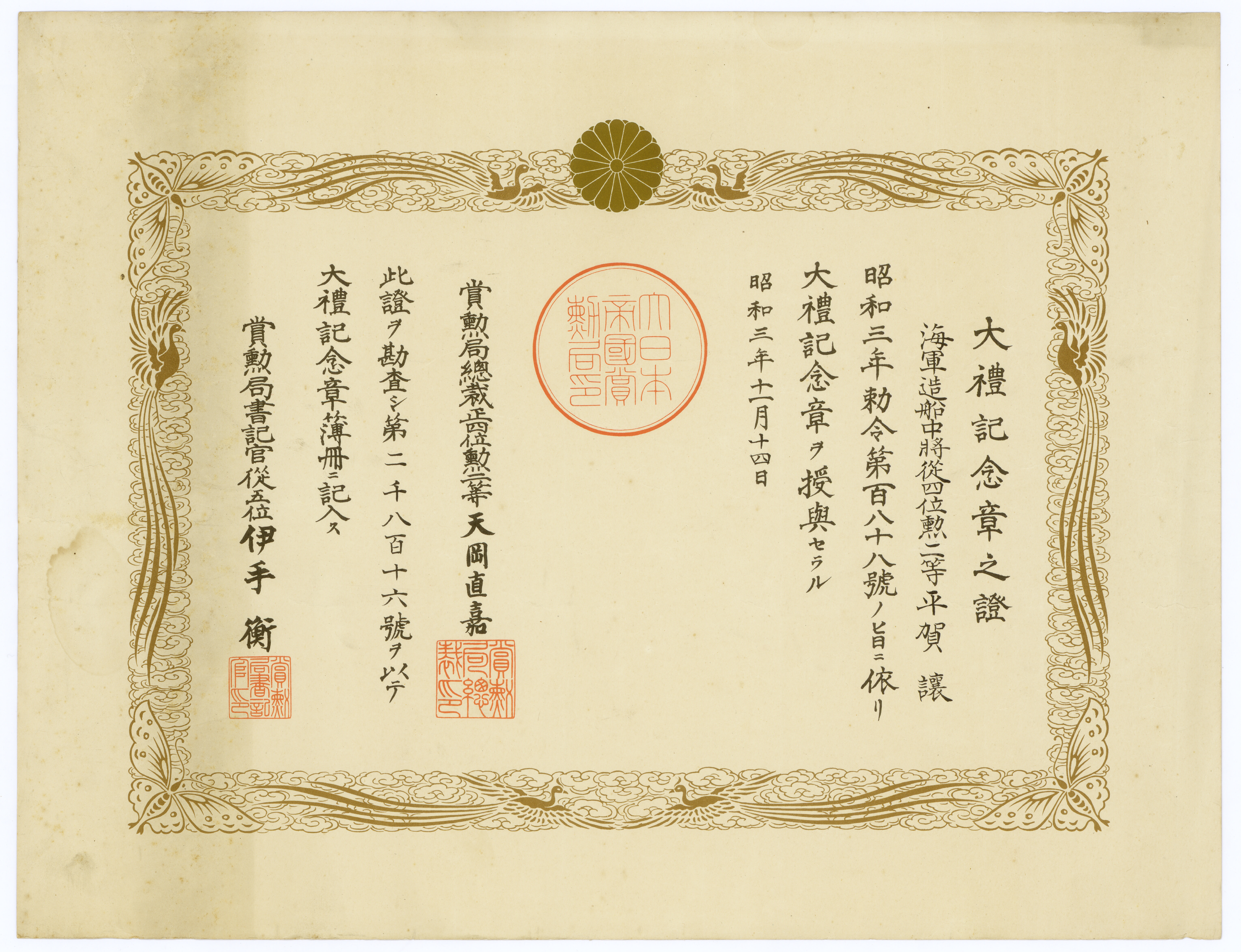
Нагородний сертифікат медалі.

## Медаль в сучасній культурі
Медаль присутня у відеогрі World of Warships як частина колекції «Нагороди» кампанії «Ямамото Ісороку».